# Люзиньи-сюр-Уш
Люзиньи́-сюр-Уш (фр. Lusigny-sur-Ouche) — коммуна во Франции, находится в регионе Бургундия. Департамент коммуны — Кот-д’Ор. Входит в состав кантона Блиньи-сюр-Уш. Округ коммуны — Бон.
Код INSEE коммуны — 21360.

## Население
Население коммуны на 2010 год составляло 107 человек.
| 1962 | 1968 | 1975 | 1982 | 1990 | 1999 | 2010 |
| ---- | ---- | ---- | ---- | ---- | ---- | ---- |
| 123  | 120  | 101  | 94   | 93   | 74   | 107  |

## Экономика
В 2010 году среди 66 человек трудоспособного возраста (15—64 лет) 53 были экономически активными, 13 — неактивными (показатель активности — 80,3 %, в 1999 году было 65,1 %). Из 53 активных жителей работали 48 человек (28 мужчин и 20 женщин), безработных было 5 (1 мужчина и 4 женщины). Среди 13 неактивных 2 человека были учениками или студентами, 8 — пенсионерами, 3 были неактивными по другим причинам.